# لتوف اس-۱۶
لتوف اس-۱۶ (به انگلیسی: Letov_Š-16) یک هواگرد ملخ‌پیشین تک‌موتوره از نوع بمب افکن ساخت شرکت لتوف کبلی است. هواگرد لتوف اس-۱۶ نخستین پروازش را در ۱۹۲۶ میلادی انجام داد. در مجموع، تعداد ۸۹ فروند از این هواگرد ساخته شده‌است.
طراح این هواگرد، Šmolík بود.